# 匿芒荩草
匿芒荩草（学名：Arthraxon hispidus var. cryptatherus）为禾本科荩草属下的一个变种。

## 扩展阅读
- 維基物種上的相關：匿芒荩草